# Parc national des Rhodopes
Le parc national de la chaîne des Rhodopes (en grec moderne : Εθνικό Πάρκο Οροσειράς Ροδόπης) est un parc national de Grèce situé à l’extrémité sud-est des Rhodopes, dans la région de Macédoine-Orientale-et-Thrace. Créé en 2009, il est caractérisé par une grande diversité de formations végétales et une densité de population très faible.

## Géographie

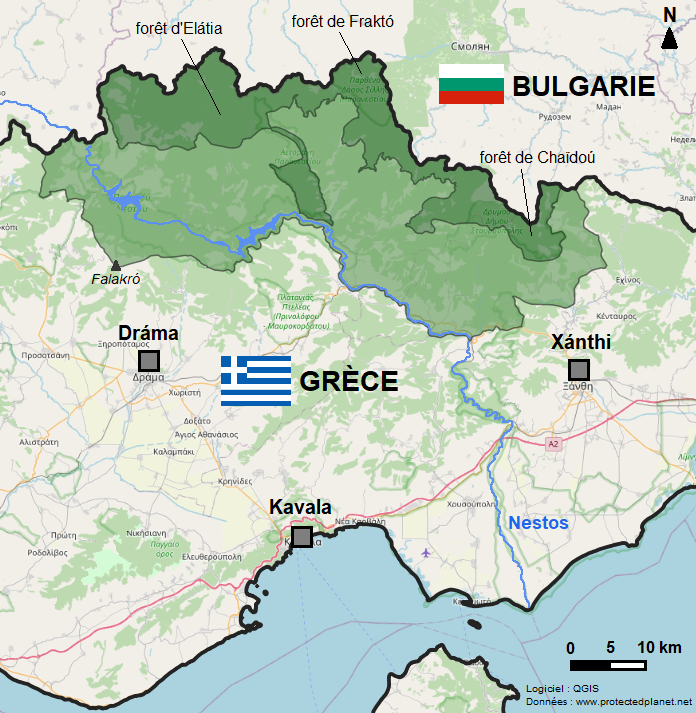
Emprise du parc national de la chaîne des Rhodopes avec la zone cœur en vert foncé et la zone périphérique en vert plus clair.

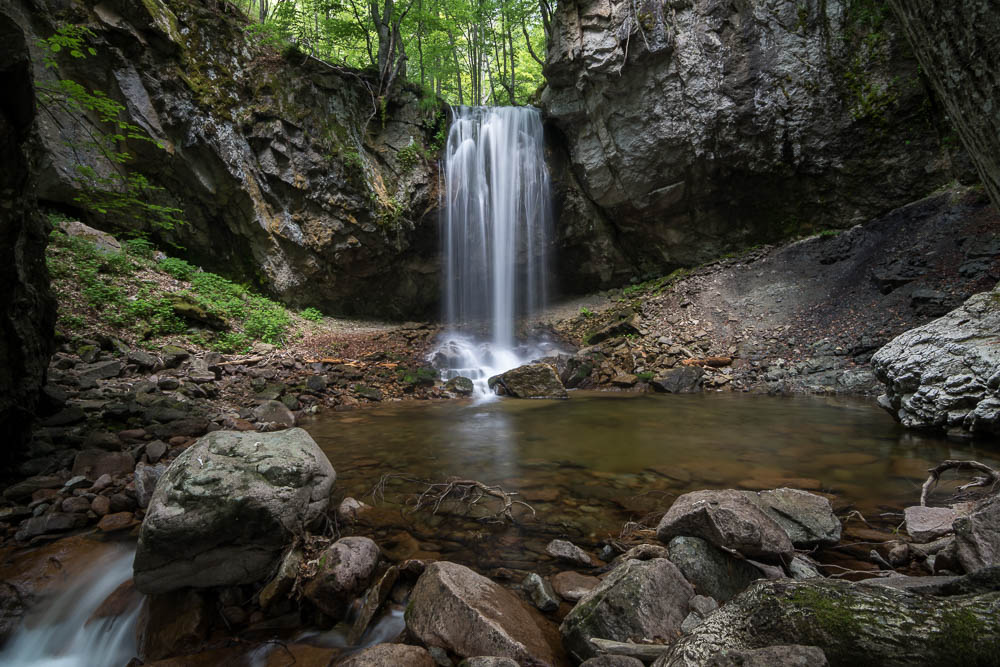
Cascade dans la forêt du Fraktó

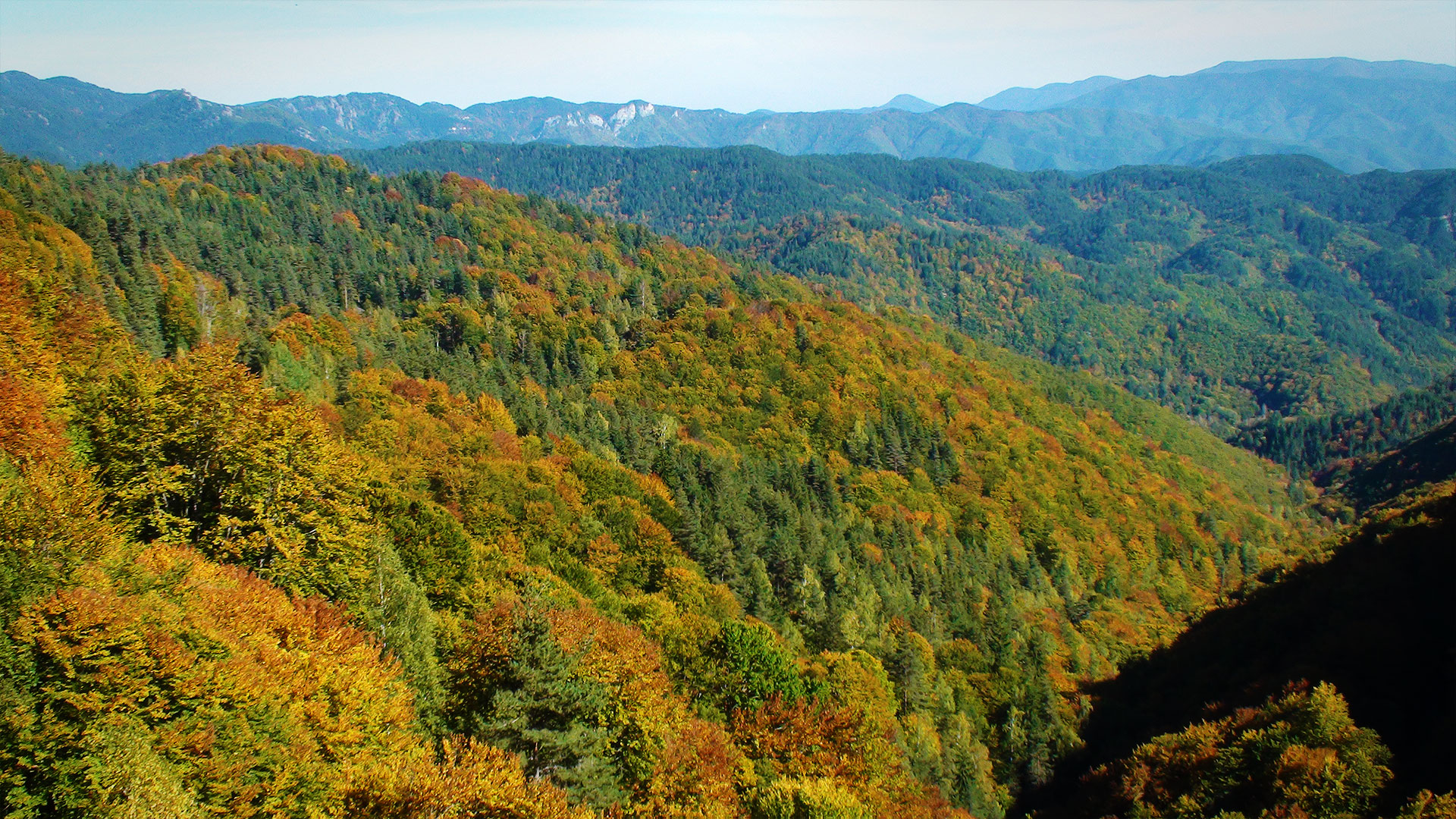
Vue sur la forêt d'Elátia à l'automne

Le parc national de la chaîne des Rhodopes s'étend des pentes nord-est du Falakró, situé au nord de la ville de Dráma, jusqu'au district régional de Xánthi à l'est. Il est délimité au nord par la frontière entre la Grèce et la Bulgarie tandis que le fleuve Nestos constitue pour partie la limite de son emprise méridionale. La zone cœur de 549,29 km2, à la réglementation stricte de protection de la nature le long de la frontière bulgare, est entourée au sud par une aire d'adhésion de 1 200,63 km2 à la protection moindre.
La région des Rhodopes grecques fut densément occupée par des populations musulmanes du XVIe siècle aux années 1920. Les Saracatsanes, confrérie de bergers nomades hellénophones, y pratiquèrent l'agriculture sur brûlis. Pendant la deuxième guerre balkanique, la zone connut les pillages et le conflit armé. Depuis les déplacements de population consécutifs au traité de Lausanne, la région isolée proche de la frontière gréco-bulgare connaît une phase de dépeuplement manifeste qui s'est accélérée depuis la fin de la Seconde Guerre mondiale.
De nos jours, la région est très faiblement peuplée et la couverture forestière représente environ 84 % de la superficie du parc. Au moins trois espaces naturels boisés présentent des caractéristiques notables :
- la forêt vierge du Fraktó (el), réserve intégrale depuis 1980, est connue pour la densité et la diversité de son couvert forestier. Située entre 1 500 m et 1 950 m, à l'écart de toute action anthropique autre que scientifique, la forêt du Fraktó est l'un des écosystèmes naturels les mieux préservés des Balkans[4]. Plusieurs espèces animales et végétales communément présentent dans les milieux boréals trouvent dans cette zone un habitat unique en Grèce[2].

- la forêt d'Elátia (el), l'une des plus grandes du pays (environ 700 km2), est en partie constituée de la population autochtone d'épicéas la plus méridionale d'Europe[5]. Sur sa partie ouest, c'est également la seule forêt de bouleaux sur le territoire grec.

- la forêt du Chaïdoú (el), déclarée réserve naturelle intégrale et « monument naturel » par l'État grec en 1980, est couverte de hêtres centenaires de plus de 30 m de haut. Elle est située dans le massif du Koúla (el), à une vingtaine de kilomètres au nord de la ville de Xánthi.

## Protection
Deux zones de protection spéciale (ZPS) pour les oiseaux et cinq zones spéciales de conservation (ZSC) des habitats naturels du réseau Natura 2000 sont présentes au sein du parc,. Le long de la frontière gréco-bulgare, plusieurs zones d'une étendue de 27 km2 sont définies comme réserves naturelles intégrales où seul l'accès à des fins scientifiques est autorisé. Officiellement classé en tant que parc national depuis 2009, l'ensemble du territoire actuel est toutefois reconnu comme aire protégée depuis 2002. Le parc figure également à l'inventaire des zones importantes pour la conservation des oiseaux de l'ONG Birdlife International.
Le parc est confié à l'Organisme de gestion du parc national de la chaîne des Rhodopes (Φορέας Διαχείρισης Οροσειράς Ροδόπης), entité à statut privé implantée dans le village de Mesochóri dont le président est un représentant du ministère de l'environnement et de l'énergie.

## Faune

### Invertébrés
180 espèces de papillons sont recensées au sein du parc, en particulier 3 espèces menacées telles que définies par la liste rouge de l'UICN (Parnassius apollo, Lycaena ottomanus, Pseudochazara orestes) et 2 espèces quasi menacées (Phengaris arion, Hipparchia fagi). A noter que 4 espèces sont endémiques des Rhodopes (Polyommatus dantchenkoi, Polyommatus eleniae, Polyommatus nephohiptamenos, Pseudochazara orestes) et plusieurs autres menacées en Grèce ou très localement distribuées dans le pays (Carterocephalus palaemon, Coenonympha glycerion, Coenonympha rhodopensis, Cupido argiades, Cupido decoloratus, Erebia aethiops, Erebia cassioides, Erebia oeme, Erebia rhodopensis, Limenitis camilla, Limenitis populi, Lycaena dispar, Minois dryas, Neptis rivularis, Neptis sappho, Nymphalis xanthomelas, Pontia chloridice),.

### Mammifères
La liste des mammifères du parc comporte 57 espèces, dont des chauves-souris quasi menacées (Barbastella barbastellus, Miniopterus schreibersii, Myotis bechsteinii, Nyctalus lasiopterus et Rhinolophus euryale) ou menacée selon l'UICN (Myotis capaccinii). La Loutre d'Europe (Lutra lutra), le Loup gris (Canis lupus), le Chamois des Balkans (Rupicapra rupicapra ssp.balcanica) et l’Ours brun d'Europe (Ursus arctos arctos) figurent également parmi les espèces emblématiques du parc,.

### Oiseaux
139 espèces d'oiseaux ont été observées à ce jour dans le parc. La zone constitue un habitat permanent ou temporaire pour plusieurs rapaces, dont le Percnoptère d'Égypte (Neophron percnopterus), une espèce menacée selon l'UICN. Plusieurs autres espèces sont par ailleurs rares ou menacées en Grèce, comme le Grand Tétras (Tetrao urogallus), le Rollier d'Europe (Coracias garrulus), l'Alouette calandre (Melanocorypha calandra), la Tourterelle des bois (Streptopelia turtur), le Pipit farlouse (Anthus pratensis), la Grive mauvis (Turdus iliacus) et la Perdrix bartavelle (Alectoris graeca),.

### Autres espèces
20 espèces de poissons sont présentes dans le parc, parmi lesquelles Chondrostoma vardarense (en) est une espèce quasi menacée inscrite sur la liste rouge de l'UICN.
14 espèces d'amphibiens sont cataloguées, dont le Triton alpestre (Ichthyosaura alpestris) et la Grenouille rousse (Rana temporaria) menacées en Grèce. S'ajoutent 26 espèces de reptiles, dont la Tortue grecque (Testudo graeca, menacée à l'échelle mondiale), la Cistude (Emys orbicularis), la Tortue d'Hermann (Testudo hermanni) et la Couleuvre à quatre raies (Elaphe quatuorlineata), ces trois dernières espèces étant quasi menacées selon l'UICN,.

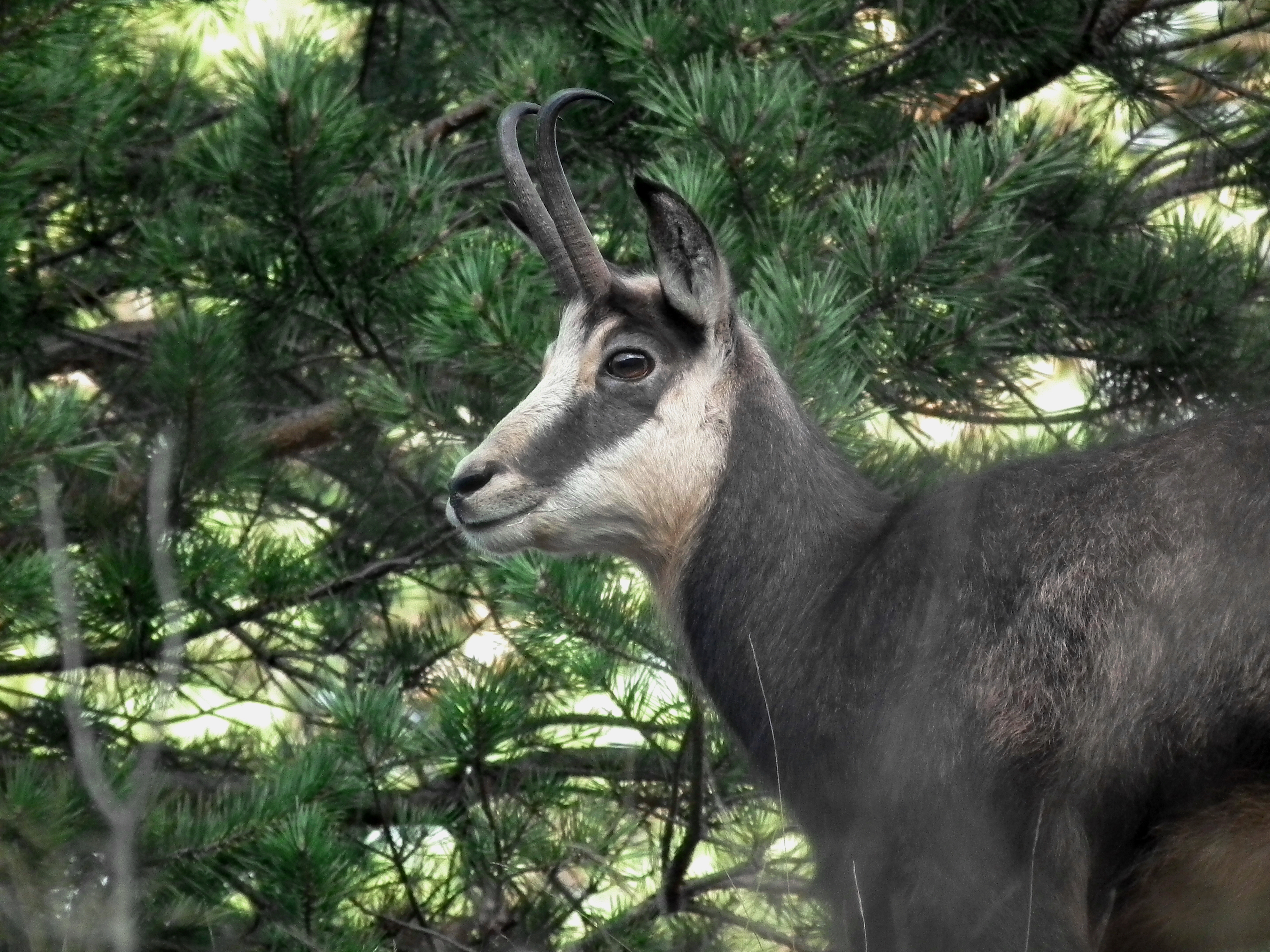
Chamois des Balkans dans la forêt du Fraktó.
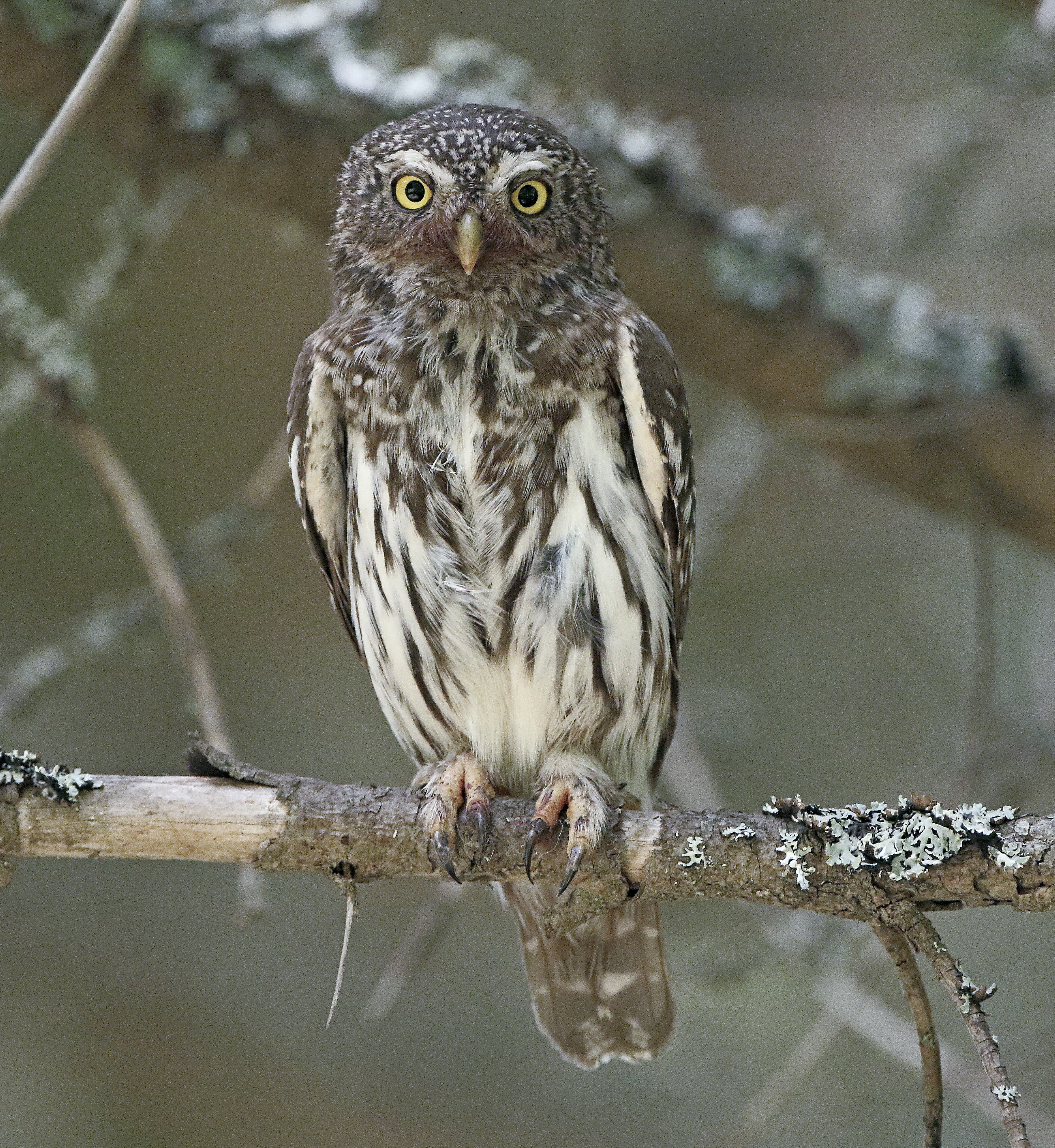
Chevêchette d'Europe dans la forêt du Fraktó.
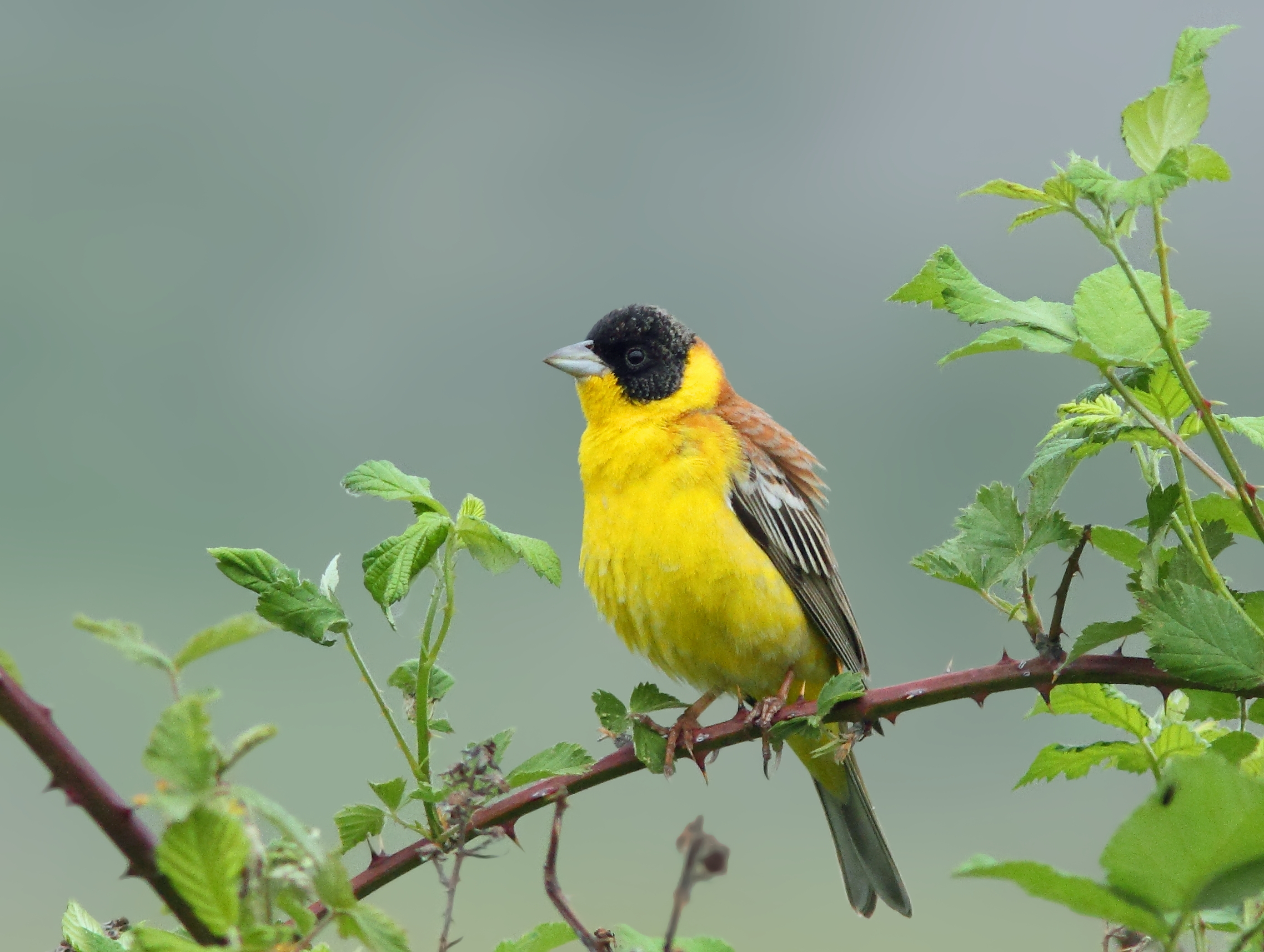
Bruant mélanocéphale dans la forêt du Fraktó.
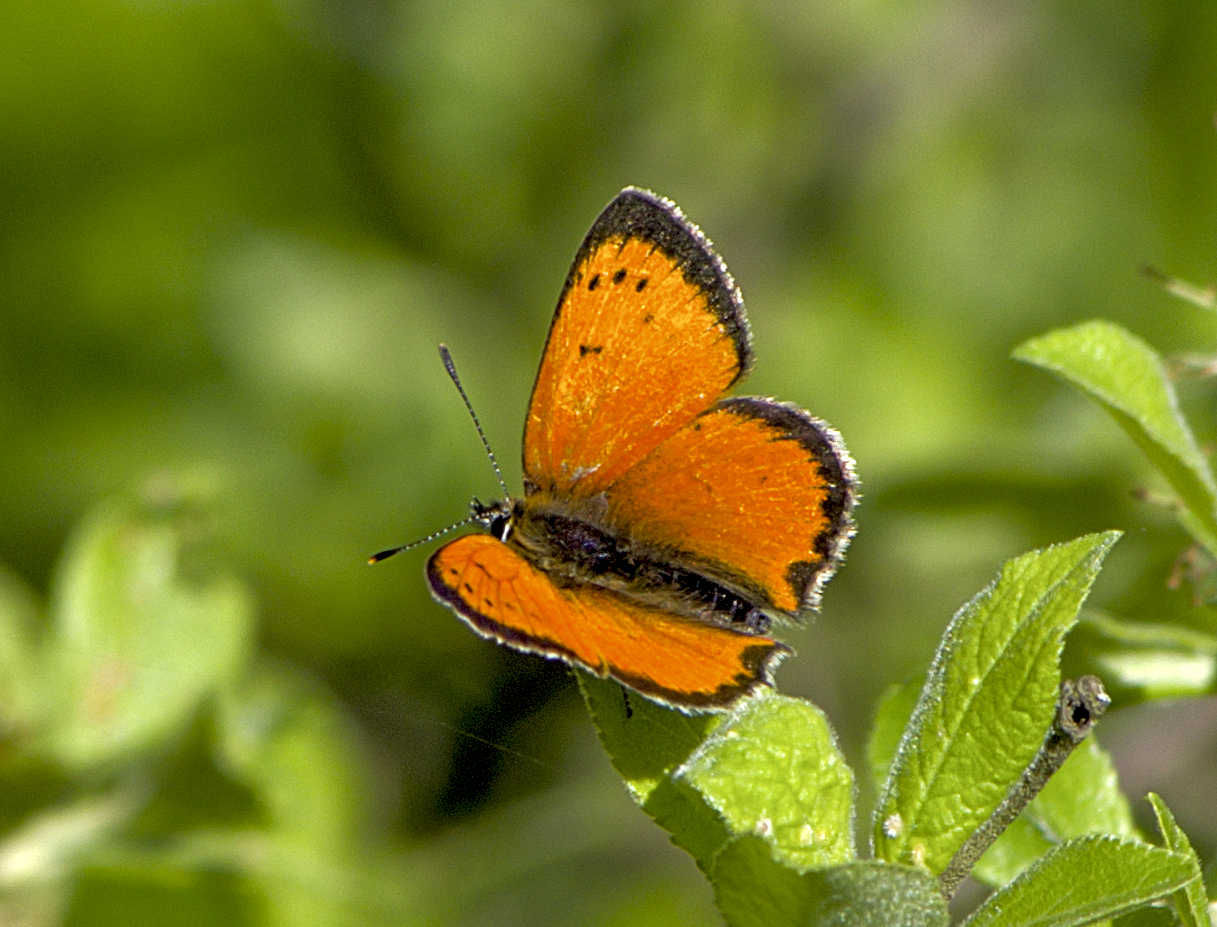
Cuivré des Balkans.
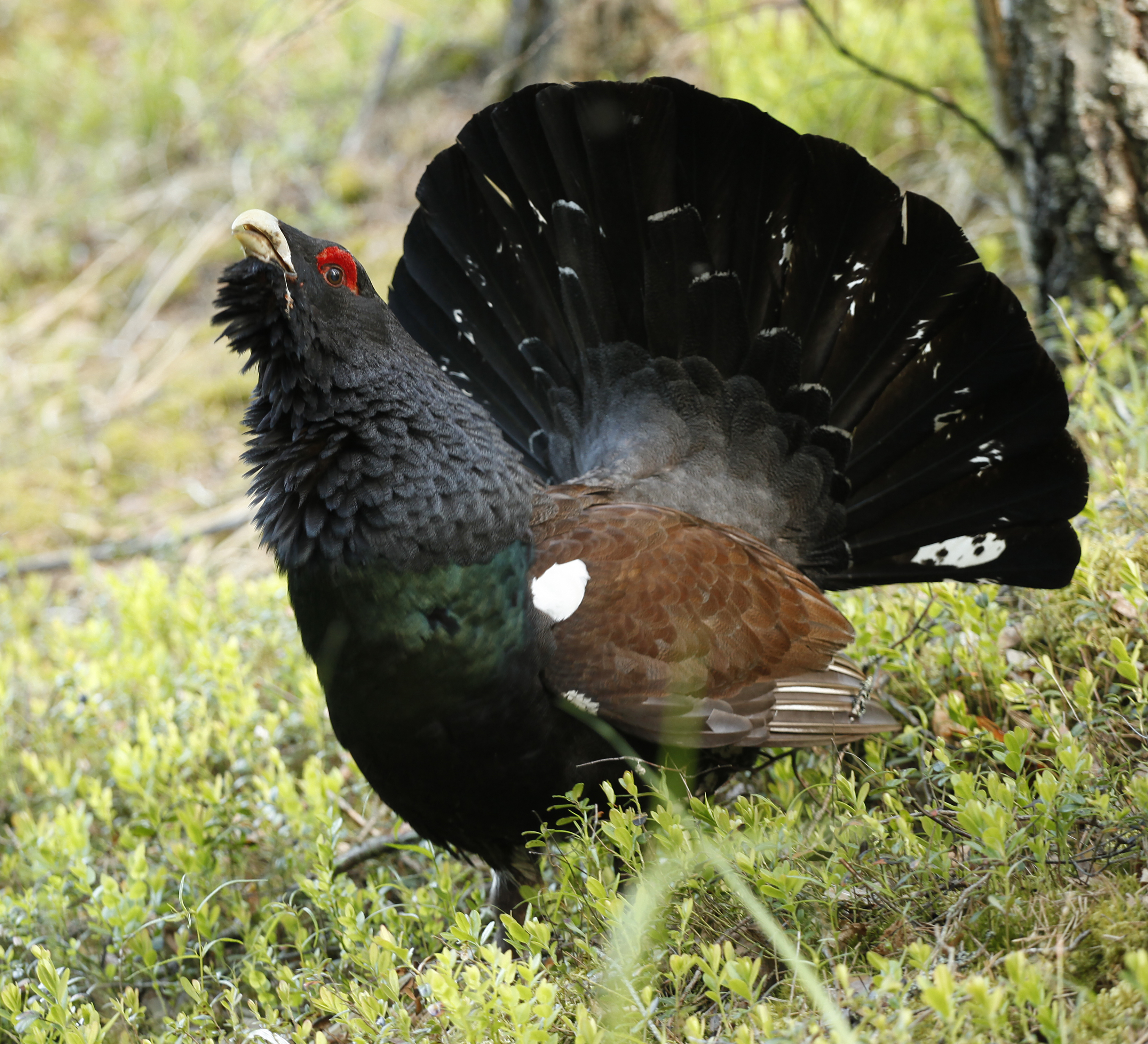
Grand Tétras.

## Flore
827 espèces et 288 sous-espèces de plantes ont été recensées à ce jour dans le parc, dont 211 espèces rares ou menacées et 50 espèces endémiques des Balkans.
Le riche catalogue floristique comprend notamment :
- parmi les espèces endémiques des Rhodopes et menacées : le Lis des Rhodopes (Lilium rhodopaeum), la Lathrée des Rhodopes (Lathraea rhodopea (bg)) et la tulipe des Rhodopes (Tulipa rhodopea (bg)). Cette dernière, en danger critique d'extinction selon la liste rouge de l'UICN, est extrêmement rare en Grèce[22] ;
- parmi les espèces endémiques des Rhodopes (et parfois de certains massifs environnants) : la Soldanelle des Rhodopes (Soldanella rhodopaea (bg)), la Benoîte des Rhodopes (Geum rhodopaeum), une espèce de rhinanthes (Rhinanthus pubescens), Haberlea rhodopensis (en) (communément appelée « fleur d'Orphée »), ainsi que deux espèces d'anthémis (Anthemis orbelica et Anthemis stribrnyi), d'œillets (Dianthus strymonis et Dianthus corymbosus) et de violettes (Viola ganiatsali et Viola rhodopeia) ;
- parmi les sous-espèces endémiques des Rhodopes (et environs) : une sous-espèce d'Anémone de Haller (Pulsatilla halleri ssp. rhodopaea) ;
- parmi les sous-espèces endémiques de Grèce : une sous-espèce d'Aspérule aristée (Asperula aristata ssp. thessala) et de molène (Verbascum speciosum ssp. megaphlomos) ;
- parmi les espèces rares et menacées : l'Orchis incarnat (Dactylorhiza incarnata), Minuartia saxifraga et Anthemis macedonica.

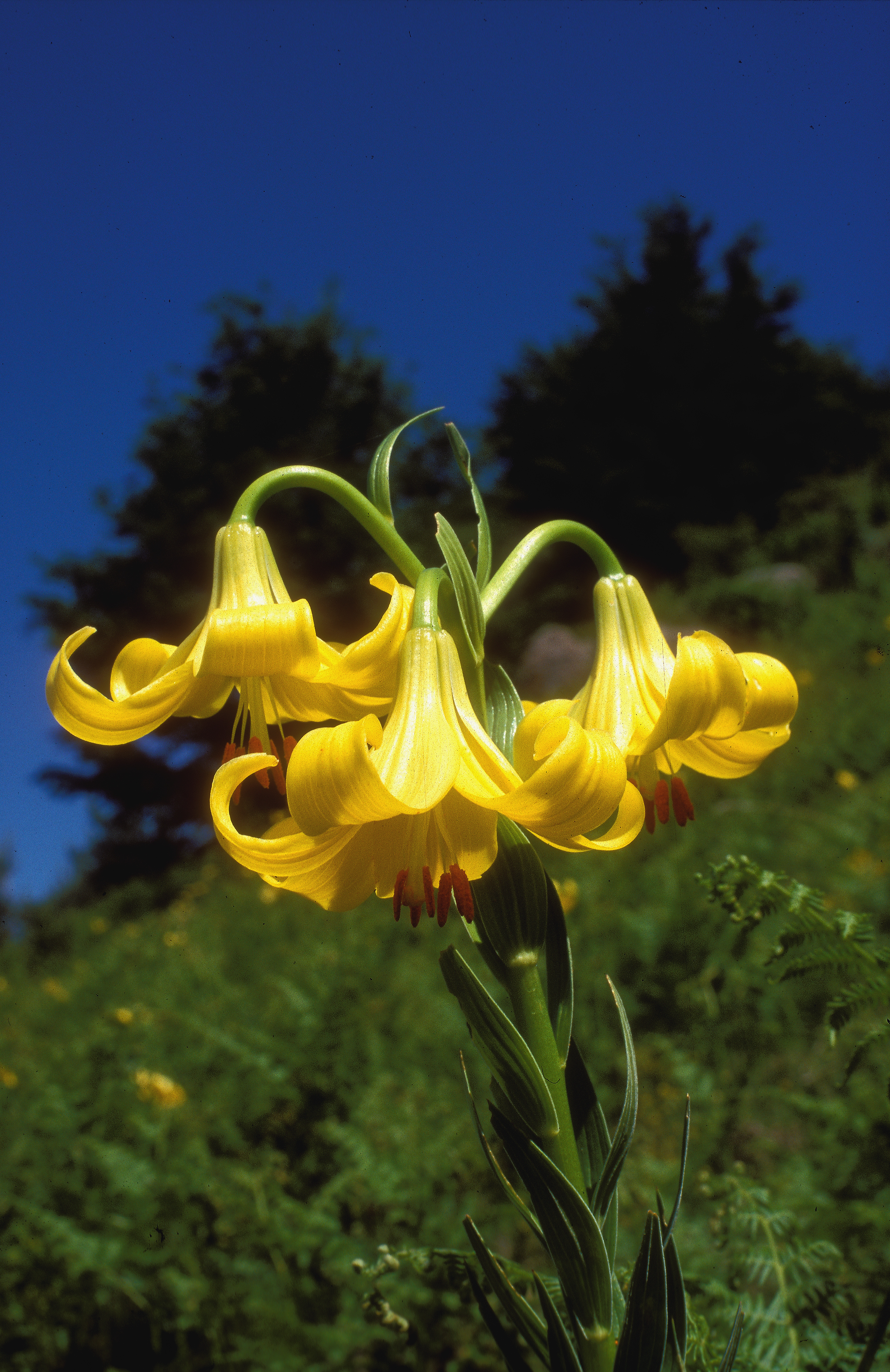
Lis des Rhodopes.
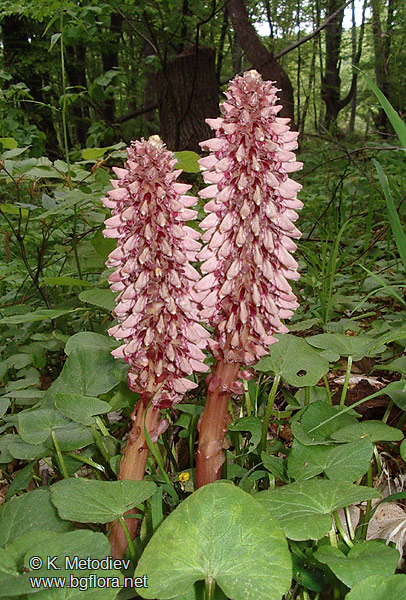
Lathrée des Rhodopes.
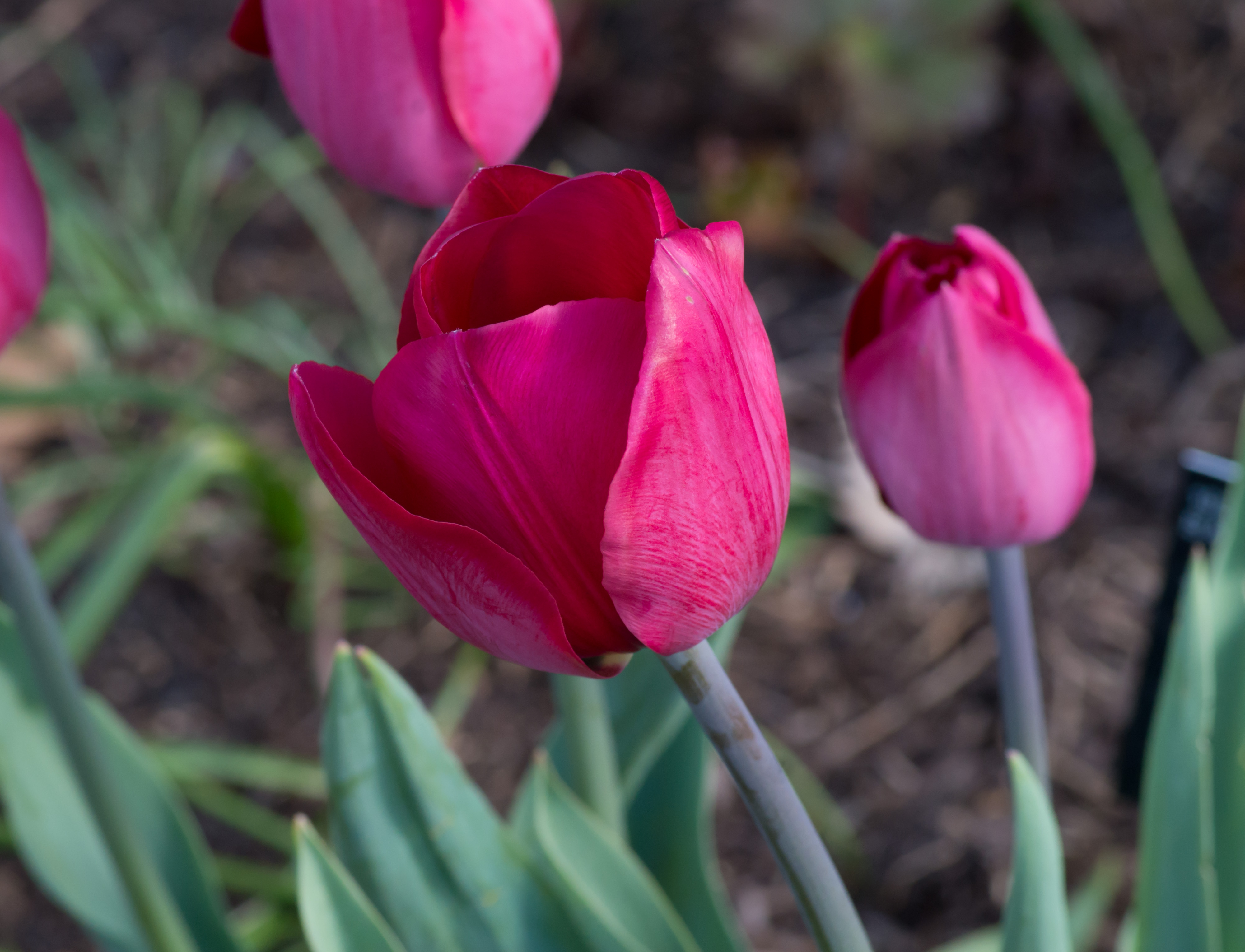
Tulipe des Rhodopes.
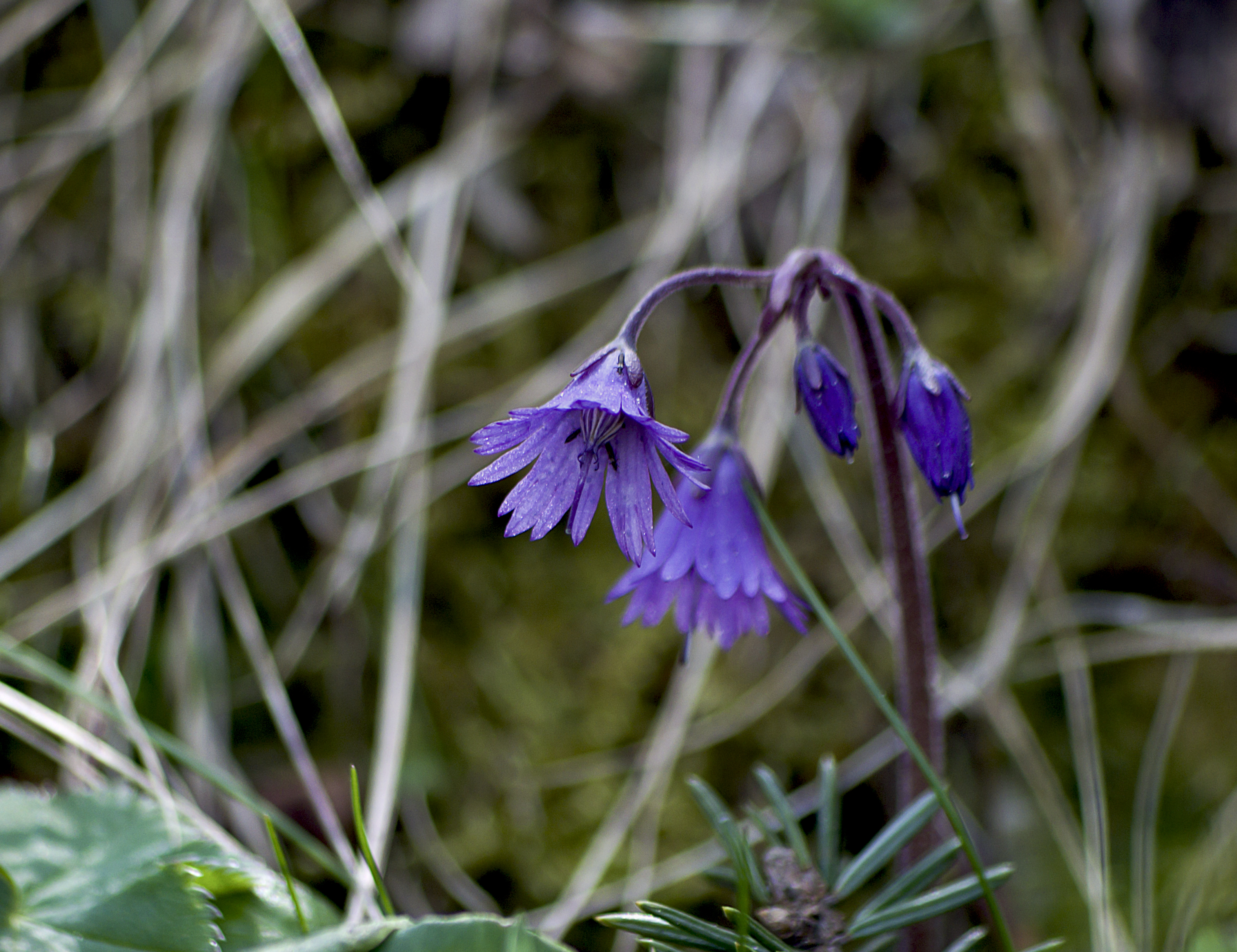
Soldanelle des Rhodopes.
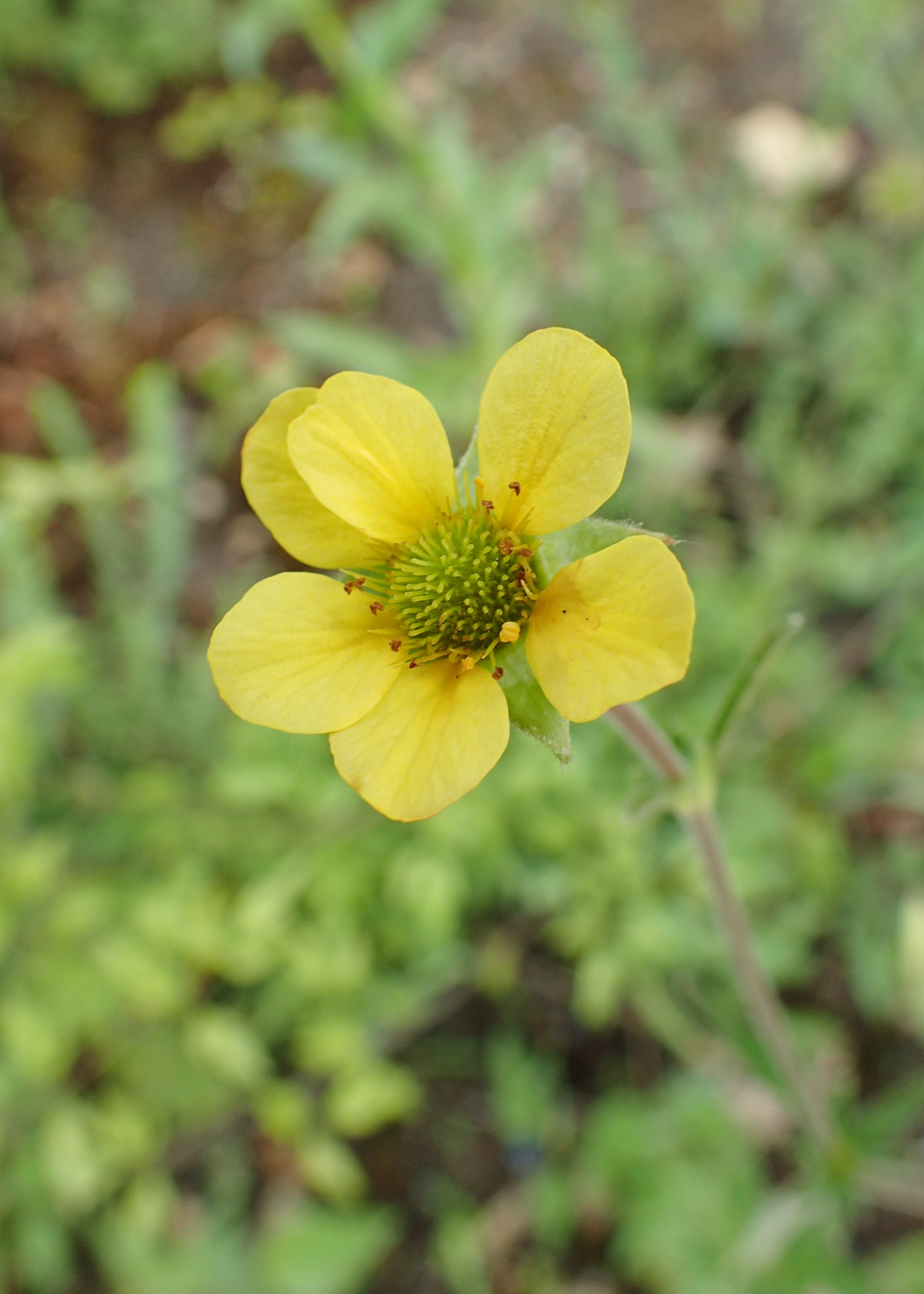
Benoîte des Rhodopes.
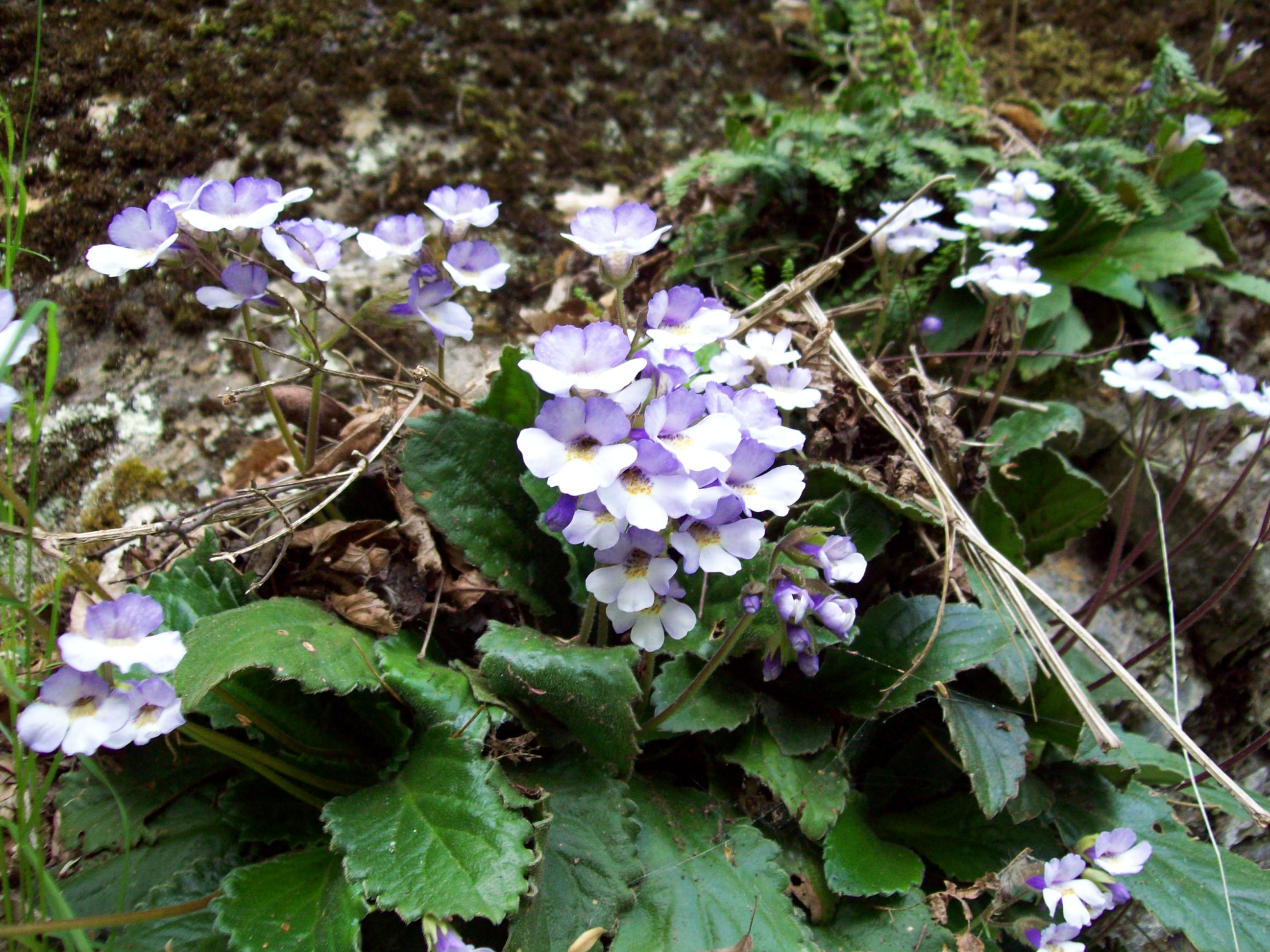
Haberlea rhodopensis
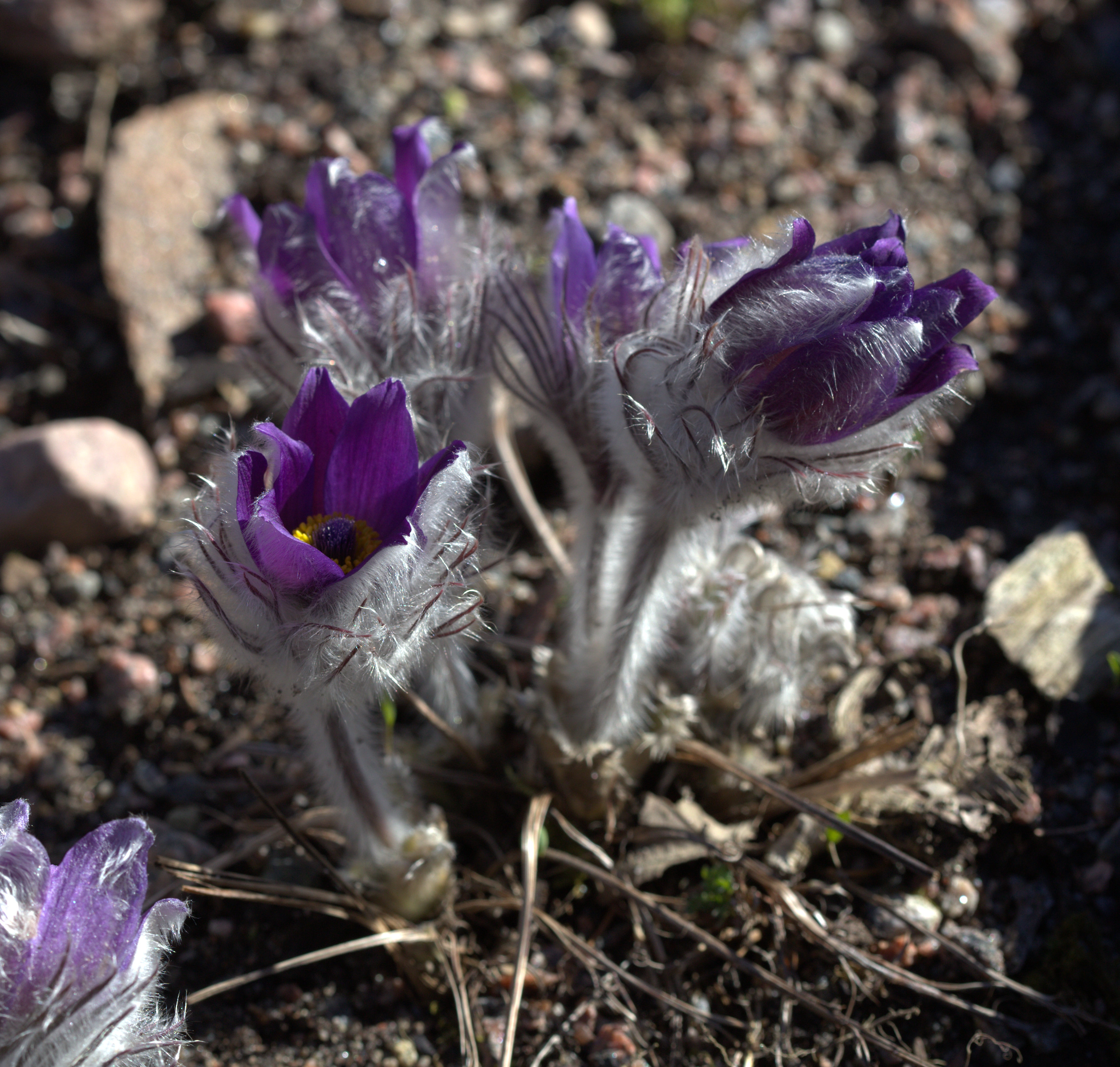
Pulsatilla halleri ssp. rhodopaea

### Publications sur la flore du parc

#### Arbres
- (en) Nikolaos Grigoriadis, Jörg Petermann, Eckhard Schröder et Gavriil Spyroglou, « Contribution to the assessment of the conservation status of spruce forests in Greece », Journal of Biological Research – Thessaloniki, vol. 17,‎ 2012, p. 57-67 (ISSN 1790-045X, lire en ligne).
- (en) Elias Milios et Elias Pipinis, « The influence of overhead shade on the shade mortality of Abies xborisii-regis Mattf. seedlings and saplings in the central Rhodope mountains of north-eastern Greece », Plant Biosystems, vol. 142, no 2,‎ 2008, p. 219-227 (ISSN 1126-3504).
- (en) Aristotelis Papageorgiou, Amaryllis Vidalis, Oliver Gailing, Ioannis Tsiripidis, Seraphim Hatziskakis, Stefanos Boutsios, Spyros Galatsidas et Reiner Finkeldey, « Genetic variation of beech (Fagus sylvatica L.) in Rodopi (N.E. Greece) », European Journal of Forest Research, vol. 127, no 1,‎ 2007, p. 81-88 (ISSN 1612-4669, lire en ligne).
- (en) Elias Milios, Elias Pipinis, Petros Petrou, Sofia Akritidou, Paulos Smiris et Maria Aslanidou, « Structure and regeneration patterns of the Juniperus excelsa Bieb. stands in the central part of the Nestos valley in the northeast of Greece, in the context of anthropogenic disturbances and nurse plant facilitation », Ecological Research, vol. 22, no 5,‎ 2006, p. 713-723 (ISSN 0912-3814, lire en ligne).

#### Orchidées
- (grk + en) Spyros Tsiftsis, Ioannis Tsiripidis et Kostas Vidakis, Ορχιδέες του Εθνικού Πάρκου Οροσειράς Ροδόπης – Orchids of Rodopi Mountain-Range National Park, Paranesti, Greece, Management Body of Rodopi Mountain-range National Range,‎ 2012, 200 p. (ISBN 978-618-80276-0-2, lire en ligne).
- (en) Spyros Tsiftsis, Ioannis Tsiripidis et Vassiliki Karagiannakidou, « Study of the orchid flora of Mount Falakro (NE Greece) », Journal Europäischer Orchideen, vol. 38, no 1,‎ 2006, p. 57-78 (ISSN 0945-7909, lire en ligne).

#### Sur la flore d'une partie du parc ou sur une espèce endémique
- (en) Eleni Eleftheriadou, Nikolaos Athanasiadis, Konstantinos Theodoropoulos et Ioannis Tsiripidis, « Geographical Distribution of Arabis Procurrens  Waldst. & Kit, Lilium Rhodopaeum Delip. and Lathraea Rhodopea Dingler in Greece », dans Ioannis Tsekos et Michalis Moustakas, Progress in Botanical Research: Proceedings of the 1st Balkan Botanical Congress, Springer Science & Business Media, 2012, 632 p. (lire en ligne), p. 57-60.
- (grk) Eleni Eleftheriadou, Ioannis Tsiripidis et Konstantinos Theodoropoulos, « Soldanella rhodopaea F. K. Meye - Σχεδόν Απειλούμενο (NΤ) », dans D. Phitos (ed.), Βιβλίο ερθθρών δεδομένων των σπάνιων και απειλούμενων φυτών της Ελλάδας [« Livre rouge des plantes rares et menacées de Grèce »], t. II (E-Z), Patras, Ελληνική Βοτανική Εταιρία – Société botanique hellénique,‎ 2009, 433 p., p. 328-329.
- (grk) Konstantinos Theodoropoulos, Dimitrios Samaras et Eleni Eleftheriadou, « Minuartia saxifraga (Friv.) Graebner - Τρωτό (VU) », dans D. Phitos (ed.), Βιβλίο ερθθρών δεδομένων των σπάνιων και απειλούμενων φυτών της Ελλάδας [« Livre rouge des plantes rares et menacées de Grèce »], t. II (E-Z), Patras, Ελληνική Βοτανική Εταιρία – Société botanique hellénique,‎ 2009, 433 p., p. 192-193.
- (grk) Eleni Eleftheriadou, Thomas Raus, Konstantinos Theodoropoulos et Ioannis Tsiripidis, « Anthemis macedonica Boiss. , Orph. subsp. orbelica (Pančić) Oberpr. , Greuter - Τρωτό (VU) », dans D. Phitos, T. Konstantinidis et G. Kamari (eds.), Βιβλίο ερθθρών δεδομένων των σπάνιων και απειλούμενων φυτών της Ελλάδας [« Livre rouge des plantes rares et menacées de Grèce »], t. I (A-D), Patras, Ελληνική Βοτανική Εταιρία – Société botanique hellénique,‎ 2009, 433 p., p. 94-95.
- (en) Eleni Eleftheriadou et Thomas Raus, « The vascular flora of the nature reserve Frakto Virgin Forest of Nomos Dramas », Willdenowia, vol. 25, no 2,‎ 1996, p. 455-485 (ISSN 0511-9618, lire en ligne).

### Publications sur la faune du parc

#### Invertébrés
- (en) John Coutsis et Nikos Ghavalas, « The skippers and butterflies of the Greek part of the Rodopi massif (Lepidoptera: Hesperioidea & Papilionoidea) », Phegea, vol. 29, no 4,‎ 2009, p. 143-158 (ISSN 0771-5277, lire en ligne).
- (en) Boyan Petrov, Nikolay Tzankov, Henk Strijbosch, Georgi Popgeorgiev et Vladimir Beshkov, « The herpetofauna (Amphibia and Reptilia) of the Western Rhodopes mountain (Bulgaria and Greece) », dans Petar Beron (ed.), Biodiversity of Bulgaria 3 – Biodiversity of Western Rhodopes (Bulgaria and Greece) I, Sofia, Pensoft – National Museum of Natural History, 2006, 974 p. (lire en ligne), p. 863-912.
- (en) Borislav Guéorguiev et Jorge Lobo, « Adephagous beetles (Insecta: Coleoptera: Adephaga) in the Western Rhodopes (Bulgaria and Greece) », dans Petar Beron (ed.), Biodiversity of Bulgaria 3 – Biodiversity of Western Rhodopes (Bulgaria and Greece) I, Sofia, Pensoft – National Museum of Natural History, 2006, 974 p. (lire en ligne), p. 283-346.

#### Mammifères
- (en) Boyan Petrov et Otto von Helversen, « Bats (Mammalia: Chiroptera) of the Western Rhodopes Mountain (Bulgaria and Greece) », dans Petar Beron (ed.), Biodiversity of Bulgaria 4 – Biodiversity of Western Rhodopes (Bulgaria and Greece) II, Sofia, Pensoft – National Museum of Natural History, 2006, 974 p. (lire en ligne), p. 525-581.
- (en) Yorgos Mertzanis, Isaak Ioannis, Avraam Mavridis, Olga Nikolaou, Suzanne Riegler, Armin Riegler et Athanasios Tragos, « Movements, activity patterns and home range of a female brown bear (Ursus arctos, L.) in the Rodopi Mountain Range, Greece », Belgian Journal of Zoology, vol. 135, no 2,‎ 2005, p. 217-221 (ISSN 0777-6276, lire en ligne).
- (en) George Giannatos, Human-related factors affecting Brown bear conservation in the Rodopi Mountains of Northeastern Greece, University of Montana, Graduate Student Theses, Dissertations, & Professional Papers, 1997, 59 p. (lire en ligne).

#### Oiseaux
- (en) Kostas Poirazidis, Vasileios Bontzorlos, Panteleimon Xofis, Sylvia Zakkak, Stavros Xirouchakis, Elpida Grigoriadou, Stavros Kechagioglou, Ioannis Gasteratos, Charalambos Alivizatos et Maria Panagiotopoulou, « Bioclimatic and environmental suitability models for capercaillie (Tetrao urogallus) conservation: Identification of optimal and marginal areas in Rodopi Mountain-Range National Park (Northern Greece) », Global Ecology and Conservation, vol. 17,‎ 2019, p. 1-16 (ISSN 2351-9894, lire en ligne).
- (en) Stavros Xirouchakis, « The avifauna of the western Rodopi forests (N. Greece) », Belgian Journal of Zoology, vol. 135, no 2,‎ 2005, p. 261-269 (ISSN 0777-6276, lire en ligne).